# Arganboom
De arganboom of arganie (Sideroxylon spinosum) is een boom uit de familie Sapotaceae. Uit de olierijke zaden wordt arganolie gewonnen. De soort wordt ook regelmatig als Argania spinosa in het monotypische geslacht Argania ondergebracht.

## Naam
De wetenschappelijke naam werd door Carl Linnaeus in 1753 als Sideroxylon spinosum gepubliceerd in Species plantarum voor een soort die volgens hem uit Malabaria (Zuidwest-India) afkomstig was. In 1819 benoemden Johann Jakob Roemer en Josef August Schultes het geslacht Argania, met daarin als enige soort Argania sideroxylum. Als synoniem vermeldden ze Sideroxylon spinosum L. (als 'Sideroxylum spinosum'), waarmee duidelijk was dat ze die soort onnodig een nieuwe naam gaven. In 1911 werd dat gecorrigeerd door Homer Collar Skeels, die de naam spinosum formeel in het geslacht Argania plaatste als Argania spinosa. Door Roemer en Schultes was ook Elaeodendron argan Retz. uit Marokko al als synoniem genoemd; zij ontleenden er de geslachtsnaam Argania aan. Ook Rhamnus sicula L. (gespeld als 'siculus') wordt door Roemer en Schultes, en later diverse andere auteurs, als synoniem genoemd.
De naam van het geslacht Argania is een nomen conservandum, en opgenomen in Appendix III van de ICN. De naam was niet geldig gepubliceerd omdat de naam van de typesoort, Argania sideroxylon, een nomen illegitimum is. Door de naam te conserveren kon die nu toch als geldige naam gebruikt worden.
In 2014 publiceerden Gail Stride, Stephan Nylinder en Ulf Swenson een revisie van het geslacht Sideroxylon. Een van hun bevindingen was dat er geen reden was om Argania spinosa in een apart geslacht te plaatsen, en dat de soort in het geslacht Sideroxylon thuishoort.

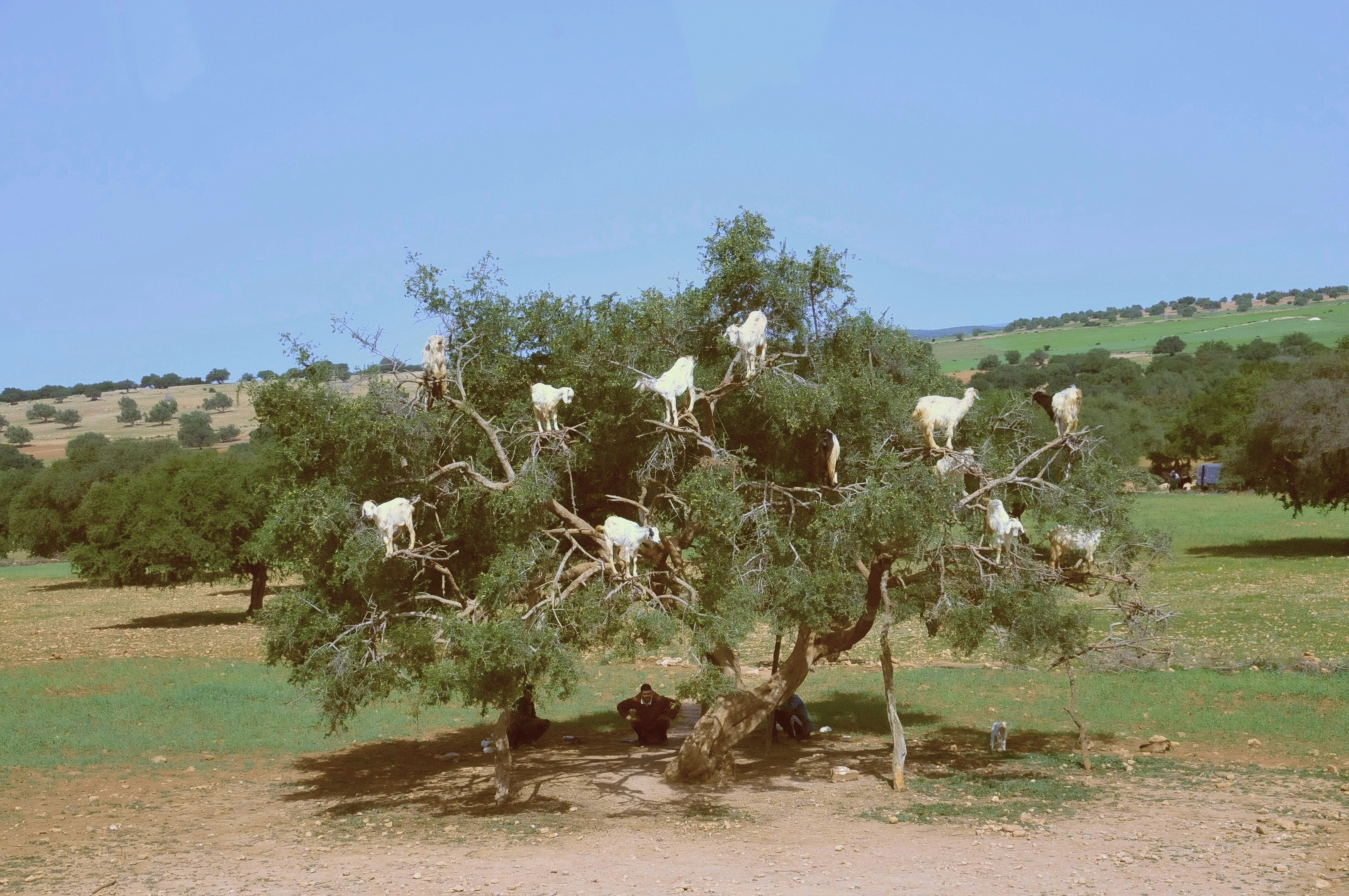
Geiten hebben geleerd in de arganbomen te klimmen om de vruchten te bemachtigen (Marokko, 2015)

## Verspreiding
Vroeger kwamen de bomen in heel Noord-Afrika voor maar nu is hij volgens UNESCO een bedreigde boomsoort. Het is een boom die endemisch is voor de streek die gedeeltelijk bestaat uit woestijnen, in het zuidwesten van het Middellandse Zeegebied: het zuidwesten van Marokko en de provincie Tindouf in Algerije.
De arganboom is zeer goed bestand tegen de moeilijke klimatologische omstandigheden van de halfwoestijn. Hij kan met zijn diepe wortelsysteem helpen om bodemerosie tegen te gaan. Omdat er steeds minder bomen over zijn, is arganolie een zeer zeldzame plantaardige olie geworden. Deze olie wordt voornamelijk in cosmetische producten gebruikt.